# Boal (Parroquia)
Boal ist eines von 8 Parroquias in der Gemeinde Boal in der autonomen Gemeinschaft Asturien in Spanien.

## Geographie
Boal ist ein Parroquia mit 1017 Einwohnern in der gleichnamigen Gemeinde Boal, auf einer Grundfläche von 25,93 km². Es liegt auf 459 m über NN. Boal ist auch der Hauptort der Gemeinde. Die Pfarrkirche ist dem Apostel Jakobus geweiht.

## Klima
Angenehm milde Sommer mit ebenfalls milden, selten strengen Wintern. In den Hochlagen können die Winter durchaus streng werden.

## Dörfer und Weiler in der Parroquia
- Armal
- Boal
- Capareirín
- Capareiro
- El Caleyo
- El Serredo
- Estalello
- Ferradal
- La Barreira
- La Cámara
- La Pelame
- Langrave
- Las Cabanas
- Las Viñas
- Llaviada
- Los Navalíos
- Los Mazos
- Meróu
- Peirones
- Pendia
- Penouta
- Piedra Blanca
- Prelo
- Reboqueira
- Riomayor
- Rodella
- Rozas
- San Luis